# 1889년 구마모토 지진
1889년 구마모토 지진(熊本地震)은 1889년 7월 28일에 일본의 구마모토현에서 발생한 지진이다. 지진 규모는 M6.3. 지진으로 20명이 사망했다. 구마모토성이 큰 피해를 입었다.
이 지진은 지진계로 기록된 최초의 원가리 지진이다. 일본 구마모토에서 발생한 지진을 독일 포츠담에서 폰 레보이어가 지진계를 통해 관측하는 데 성공했다.

## 같이 보기
- 2016년 구마모토 지진

## 참고 문헌
- 이기화 (2016년 10월 30일).  박상준, 편집. 《모든 사람을 위한 지진 이야기》 1판. 서울: 사이언스북스. ISBN 978-89-8371-730-6.